# 匍茎早熟禾
匍茎早熟禾（学名：Poa trivialiformis）为禾本科早熟禾属下的一个种。